# Austrozephyrus acosmeta
Austrozephyrus acosmeta är en fjärilsart som beskrevs av Lambertus Johannes Toxopeus 1935. Austrozephyrus acosmeta ingår i släktet Austrozephyrus och familjen juvelvingar. Inga underarter finns listade i Catalogue of Life.